# Graested-Gilleleje
Græsted-Gilleleje, até Janeiro de 2007, foi uma comunidade formada por duas cidades da região oriental da Dinamarca, no condado de Frederiksborg, região ao norte da Ilha de Zealand, (Sjælland). Sua maior e principal cidade, Gilleleje, é o ponto mais ao norte de toda a Dinamarca. A região obedece mesmas leis municipais e tem um único prefeito e regras discutidas e tomadas pela comunidade formada pela reunião das cidades.
Formada por uma área de 134 km² e uma população de 20 996 habitantes, segundo o censo de 2004, a comunidade Græsted-Gilleleje deixou de existir devido a Kommunalreformen, que foi uma reforma de municipalidade em 2007, a qual combinou com a cidade de Helsige formando uma nova e maior comunidade, a Gribskov kommune. Isso resultou na formação de uma área com 278 km² e uma população total de 40,409 (2005). A nova comunidade pertence à região de Hovedstaden ("Capital Regional").

## História
A cidade de Gilleleje fica situada no ponto mais ao norte da Ilha de Zealand, uma das mais de 500 ilhas que compõe o país da Dinamarca, e é um grande porto pesqueiro, já que a pesca é a atividade principal da cidade. Tendo uma razoável área costeira, o mar azul de Gilleleje se estende até a fronteira da Suécia, sendo que da praia pode-se avistar o país vizinho ao longe através do mar. 
Na época da Segunda Guerra Mundial, em 1943, diversos judeus tiveram sua deportação comandada por Hitler, e em navios que partiram da Alemanha, 5000 judeus estavam prontos para embarcar no porto de Copenhague. 
O país estava em alerta, e um oficial adjunto da Marinha deixou a informação escapar, e chegou aos ouvidos do social democrata dinamarquês, Hans Hedtoft, que por sua vez avisou a C. B. Henriques, o líder da comunidade judaica na Dinamarca. A salvação dos judeus da Dinamarca se deveu muito pela atuação de Hedtoft. Ele era membro do movimento de resistência dinamarquesa, e tornou-se ministro dos Negócios Sociais no primeiro governo do pós-guerra, em 1945. Dois dias antes do planejado cerco em Rosh Hashaná - Ano Novo Judaico - o rabino Marcus Melchior implorou a toda a comunidade judaica que se escondesse imediatamente. 
Várias famílias dinamarquesas abrigaram os refugiados judeus e os mantiveram ocultos em suas casas.
Planejando uma fuga para a Suécia, vários pescadores da cidade de Gilleleje concordaram em levar em seus barcos pesqueiros os judeus ocultos. Mais de um quinto da população judaica saiu do porto de Gilleleje em direção à Suécia, mas não seria fácil vencer o cerco e a vistoria dos navios alemães.
O barco Gerda III, com quatro tripulantes, fez mais de uma dúzia de viagens de Gilleleje à Suécia. Mesmo com a vistoria da patrulha alemã, os refugiados não foram encontrados, e se puseram à salvo no país vizinho até que a liberdade chegasse novamente à Dinamarca.
A história de Gilleleje se faz através da beleza de seu mar azul, o qual atrai turistas de todas as regiões do país e do mundo. O filósofo e escritor dinamarquês Søren Kierkegaard consta como o primeiro visitante da região que categorizou a cidade como ponto turístico na Dinamarca. E também através da coragem de sua população que se uniu para salvar e preservar a vida e história de toda uma nação judaica que ameaçada encontrou ajuda e solidariedade dos cidadãos de Gilleleje.